# Gábor Köves
Gábor Köves (ur. 7 stycznia 1970 w Budapeszcie) – węgierski tenisista, reprezentant w Pucharze Davisa, olimpijczyk.

## Kariera tenisowa
Jako zawodowy tenisista Köves występował w latach 1993–2001.
W swojej karierze nigdy nie wygrał turnieju wchodzącego w skład cyklu ATP World Tour, osiągnął natomiast 2 finały w grze podwójnej – w Bolonii w 1996 roku i w 1998 roku w Bogocie.
W latach 1988–2001 Köves reprezentował Węgry w Pucharze Davisa. Zagrał w 16 meczach deblowych, z których w 10 zwyciężył.
Köves 3 razy zagrał na igrzyskach olimpijskich – w Seulu (1988), Atlancie (1996) i Sydney (2000). W każdym z turniejów startował w grze podwójnej, najlepszy wynik notując w Seulu gdzie doszedł do 2 rundy. Tworzył wówczas parę z László Markovitsem.
W rankingu gry pojedynczej Köves najwyżej był na 702. miejscu (14 maja 1990), a w klasyfikacji gry podwójnej na 79. pozycji (12 października 1998).

### Finały w turniejach ATP World Tour
| Legenda                                      |
| -------------------------------------------- |
| Wielki Szlem                                 |
| Igrzyska olimpijskie                         |
| Tennis Masters Cup / ATP Finals              |
| ATP Masters Series / ATP Tour Masters 1000   |
| ATP International Series Gold / ATP Tour 500 |
| ATP International Series / ATP Tour 250      |

#### Gra podwójna (0–2)
| Końcowy wynik | Nr | Data             | Turniej | Nawierzchnia | Partner        | Przeciwnicy                         | Wynik finału  |
| ------------- | -- | ---------------- | ------- | ------------ | -------------- | ----------------------------------- | ------------- |
| Finalista     | 1. | 23 czerwca 1996  | Bolonia | Ceglana      | Karim al-Alami | Brent Haygarth Christo Van Rensburg | 1:6, 4:6      |
| Finalista     | 2. | 8 listopada 1998 | Bogota  | Ceglana      | Eric Taino     | Diego del Río Mariano Puerta        | 7:6, 3:6, 2:6 |